# Carl Schuhmann
Carl Schuhmann (* 12. Mai 1869 in Münster, Westfalen; † 24. März 1946 in Berlin) war ein deutscher Sportler. Als vierfacher Olympiasieger bei den Olympischen Spielen 1896 in Athen zählt er zu den erfolgreichsten Sommerolympioniken.

## Wirken
Schuhmann, war ursprünglich Goldschmied und begann seine sportliche Laufbahn bei der Aachener Turngemeinde. Später wurde er Mitglied der Berliner Turnerschaft Korporation 1863 und einer der erfolgreichsten deutschen Athleten der ersten Olympischen Spiele der Neuzeit 1896. Schumann folgte dem Aufruf des von Willibald Gebhardt ins Leben gerufenen Komitees für die Beteiligung Deutschlands an den Olympischen Spielen zu Athen, wo er der erfolgreichste internationale Teilnehmer wurde, der mit vier Siegen die meisten Goldmedaillen errang, gefolgt von Hermann Weingärtner, der mit fünf Medaillen (dreimal Silber, zweimal Bronze) ausgezeichnet wurde. Zudem war Schuhmann der vielseitigste Sportler. Er gewann seine Medaillen für den ersten Platz im Gerätturnen mit der deutschen Riege am Barren und am Reck sowie den Einzelwettbewerb im Pferdsprung. Auch im Ringen gewann er den Wettbewerb, was besonderes Aufsehen erregte, da er mit 1,63 m der kleinste teilnehmende Sportler war. Dabei bezwang er den Griechen Georgios Tsitas, der sowohl größer als auch schwerer als Schuhmann war, in einem 65-minütigen Kampf, der sich über zwei Tage erstreckte. Zudem wurde er Vierter beim beidarmigen Wettbewerb des Gewichthebens und nahm an der Leichtathletik teil.
Nach seiner Rückkehr wurden Carl Schuhmann und die anderen deutschen Teilnehmer verhöhnt. Die Deutsche Turnerschaft hatte die Olympischen Spiele in Athen boykottiert, da sie die Veranstaltung nicht als ernsthaften sportlichen Wettkampf ansah. Da Schuhmann und seine Mitstreiter dennoch teilgenommen hatten, wurden sie von einigen Landsleuten kritisiert. Dennoch wurde er später als einer der erfolgreichsten deutschen Athleten dieser Spiele anerkannt. Carl Schuhmann emigrierte nach England und kehrte erst 1918 wieder nach Deutschland zurück.
Carl Schuhmann starb im März 1946 im Alter von 76 Jahren in Berlin. Sein Grab befindet sich auf dem landeseigenen Friedhof Heerstraße in Berlin-Westend. Auf Beschluss des Berliner Senats ist die letzte Ruhestätte von Carl Schuhmann seit 1990 als Ehrengrab des Landes Berlin gewidmet. Die Widmung wurde 2018 um die übliche Frist von zwanzig Jahren verlängert.
2008 war Schuhmann einer der ersten 40 Sportler, die zum Gründungsakt in die Hall of Fame des deutschen Sports aufgenommen worden sind.

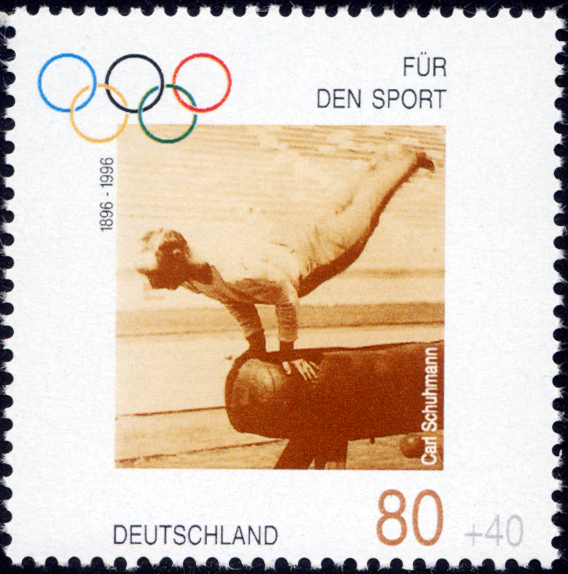
Carl Schuhmann auf einer Briefmarke der Deutschen Bundespost 1996
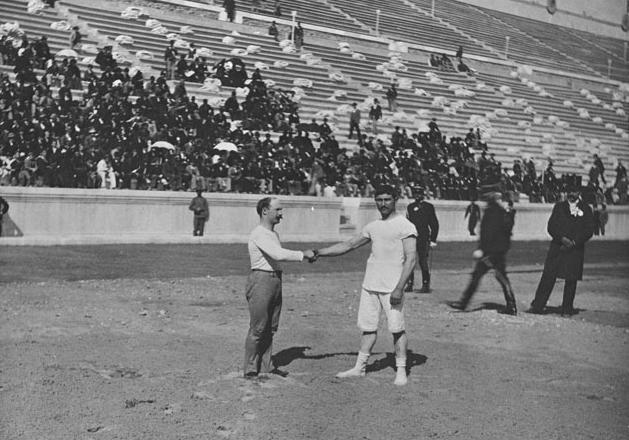
Carl Schuhmann (links) vor dem Ringkampf gegen Georgios Tsitas
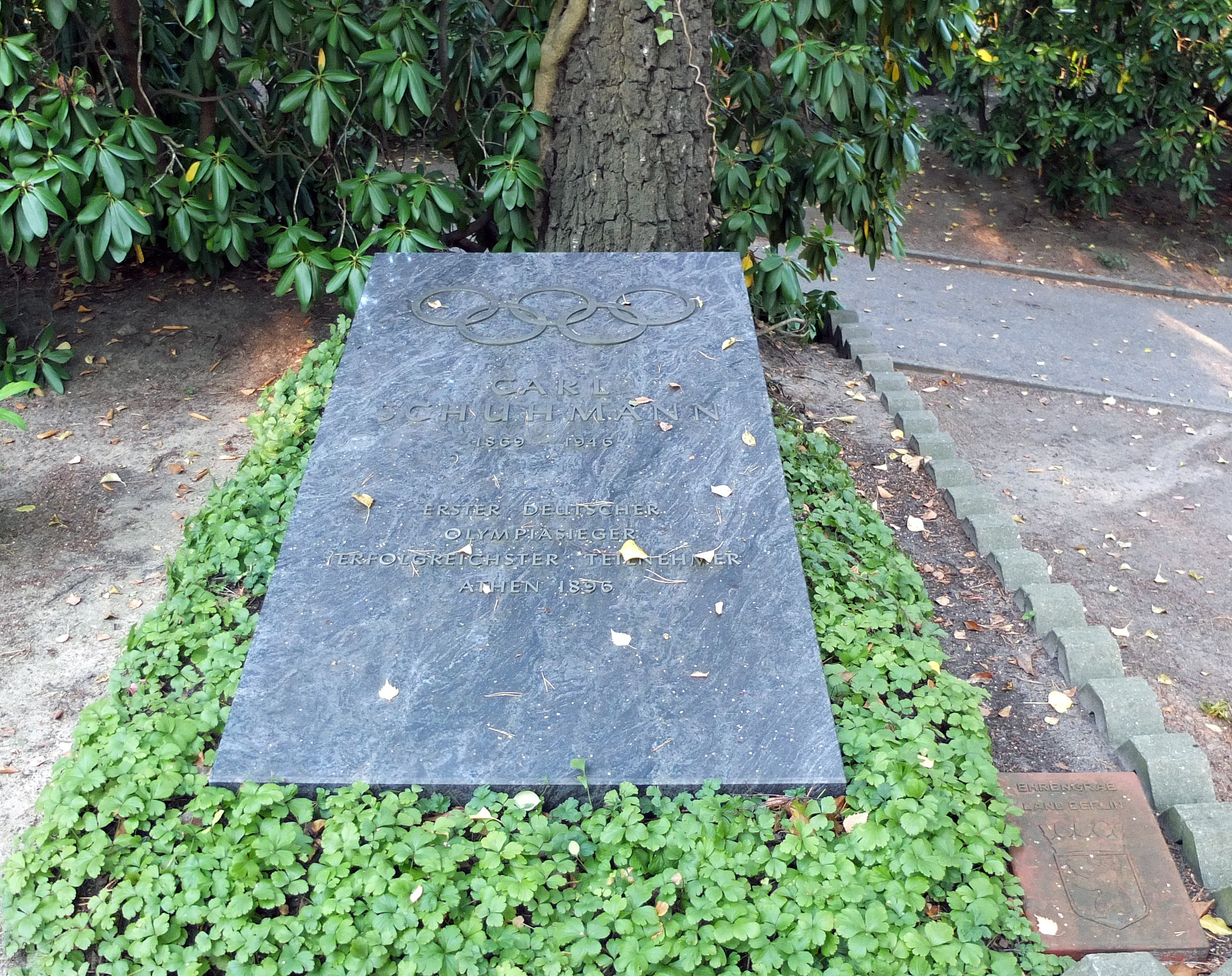
Ehrengrab von Carl Schuhmann